# Diego Gabriel Silva Rosa
Diego Gabriel Silva Rosa (Salvador, 12 de outubro de 2002), ou apenas Diego Rosa, é um futebolista brasileiro que atua como volante. Atualmente, defende o APOEL.

## Carreira
Tendo jogado na base pelo Vitória e, posteriormente, pelo Grêmio, Diego Rosa foi contratado pelo Manchester City em 2020. Após pré-temporada com o time inglês, foi emprestado ao Lommel, da Bélgica.
Após 18 meses no Lommel, Diego Rosa foi contratado pelo Vizela da Primeira Liga, também por empréstimo em julho de 2022.
Em 2023, Diego Rosa foi contratado pelo Bahia, onde venceu o Campeonato Baiano daquele ano.
Em 1 de fevereiro de 2024, Rosa retornou ao Lommel por empréstimo.
Em 2025, foi emprestado ao Internacional até o final do ano.
Após poucas oportunidades no Inter, retornou ao Bahia, clube detentor dos seus direitos, e foi vendido ao APOEL, do Chipre.

## Títulos
Bahia
- Campeonato Baiano: 2023